# Johannes von Biclaro

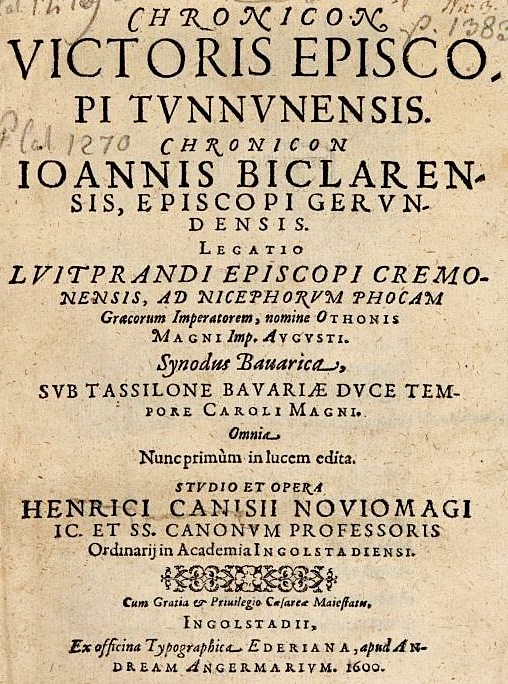
Titelblatt des Erstdrucks der Chronik des Victor von Tunnuna und des Johannes von Biclaro, publiziert durch Heinrich Canisius, 1600

Johannes von Biclaro (Iohannes Biclarensis, † ca. 620) war ein spätantiker Bischof und Chronist.
Johannes wurde (vielleicht um 540) in Lusitanien im Westgotenreich geboren. In jungen Jahren ging er nach Konstantinopel, wo ihm eine gründliche Ausbildung im Bereich der lateinischen und griechischen Literatur zuteilwurde, und hielt sich dort 17 Jahre lang auf. 576 oder wenig später kehrte er nach Hispanien zurück, wo er als Katholik schnell in Konflikt mit dem arianischen Westgotenkönig Leovigild geriet, der Johannes sogar kurzzeitig nach Barcelona verbannte. Um 586 gründete Johannes, zurückgekehrt aus em Exil, das Kloster Biclaro (Biclarum) und wurde dessen Abt. 589 konvertierten die Westgotenkönige zum Katholizismus, und 590/591 wurde Johannes zum Bischof von Girona ernannt. Er ist in dieser Funktion noch im Jahr 614 bezeugt und starb vor 625.
Johannes verfasste zu Beginn seiner Tätigkeit als Abt eine lateinische Chronik, die als Fortsetzung der Chronik des Victor von Tunnuna gedacht war, deren Text Johannes aus Konstantinopel nach Hispanien mitgebracht hatte. Die Chronik des Johannes umfasst die Zeit von 567 bis 591. Sie ist nach den Herrschaftsjahren sowohl der (ost-)römischen Kaiser als auch der Westgotenkönige gegliedert. Bemerkenswert ist, dass Johannes, obwohl er unter Leovigild verfolgt wurde, sich in der Chronik keineswegs geringschätzig über den König äußerte, sondern erkennbar um Neutralität bemüht war.
Im Mittelpunkt der Chronik stehen sowohl die Vorgänge im Oströmischen Reich als auch (in geringerem Maße) die Ereignisse in Hispanien. Sie stellt, trotz einiger chronologischer Irrtümer, eine wichtige Quelle für die Geschichte des Westgotenreichs dar und bietet auch für die Geschichte Ostroms einige Informationen, die teilweise nirgendwo sonst überliefert sind. Grundsätzlich bemerkenswert ist daneben, dass sich Johannes ebenso wie sein im Merowingerreich wirkender Zeitgenosse Gregor von Tours noch immer als Untertan des Kaisers und als Angehöriger des Imperium Romanum verstand und daher bemüht war, seine Leser über die Vorgänge im Osten des Mittelmeerraumes zu unterrichten.
Isidor von Sevilla berichtet noch von anderen Werken, die Johannes verfasst haben soll, doch ist keines davon erhalten.
Die Chronik erschien 1600 in Ingolstadt durch Heinrich Canisius erstmals im Druck.

## Ausgaben und Übersetzungen
- Iohannis Abbatis Biclarensis Chronica. In: Theodor Mommsen (Hrsg.): Auctores antiquissimi 11: Chronica minora saec. IV. V. VI. VII. (II). Berlin 1894 (Monumenta Germaniae Historica, Digitalisat)
- Bruno Bleckmann, Barbara Court (Hrsg.): Spanische Geschichtsschreibung des 6. Jahrhunderts. Reihe Kleine und fragmentarische Historiker der Spätantike. Brill/Schöningh, Paderborn 2025, S. 3 ff. (Einleitung), S. 48 ff. (Text und deutsche Übersetzung).
- Kenneth Baxter Wolf: Conquerors and Chroniclers of Early Medieval Spain. 2. Auflage. Liverpool University Press, Liverpool 1999, ISBN 0-85323-554-6 (Translated Texts for Historians 9), S. 57 ff. [englische Übersetzung der Chronik]